# آدم أكرس
آدم أكرس هو سياسي كندي، ولد في 11 مايو 1878 في كندا، وتوفي في 20 أبريل 1955 في نفس البلد. حزبياً، نشط في حزب أونتاريو المحافظ التقدمي. وقد انتخب عضو برلمان مقاطعة أونتاريو.